# Бандура Володимир Михайлович
Володимир Михайлович Бандура (19 листопада 1956, Дрогобич, УРСР) — український дипломат. Представник України в Підготовчій комісії Організації із заборони хімічної зброї.

## Біографія
Народився 19 листопада 1956 року у Дрогобичі на Львівщині.
З 21 травня 1994 року — представник України у Підготовчій комісії Організації із заборони хімічної зброї.
Перший секретар Посольства України в Туреччині.
Заступник начальника управління Міністерства закордонних справ України. Член міжвідомчої робочої групи з розв'язання проблеми ліквідації протипіхотних мін в Україні.